# Heilles
Heilles is een gemeente in het Franse departement Oise (regio Hauts-de-France) en telt 577 inwoners (1999). De plaats maakt deel uit van het arrondissement Clermont.

## Geografie
De oppervlakte van Heilles bedraagt 6,0 km², de bevolkingsdichtheid is 96,2 inwoners per km².

## Verkeer en vervoer
In de gemeente ligt spoorwegstation Heilles-Mouchy.
De onderstaande kaart toont de ligging van Heilles met de belangrijkste infrastructuur en aangrenzende gemeenten.

## Demografie
Onderstaande figuur toont het verloop van het inwonertal (bron: INSEE-tellingen).